# Открой глаза (фильм)
«Открой глаза» (исп. Abre los ojos) — художественный фильм режиссёра Алехандро Аменабара, снятый в 1997 году. Обладатель премии CICAE Берлинского кинофестиваля, гран-при кинофестиваля в Токио. Номинировался в десяти категориях на кинопремию «Гойя».

## Сюжет
Сесар — красивый и богатый молодой человек, имеющий успех у женщин, однако не желающий заводить с ними серьёзных отношений. Однажды на вечеринке он знакомится с девушкой своего лучшего друга Пелайо и влюбляется в неё. Предыдущая девушка Сесара, Нурия, узнает о них и, движимая ревностью, устраивает аварию, направив автомобиль, в котором она была вместе с Сесаром, в стену. Сесар выживает, но его лицо оказывается изуродовано, от былой красоты не осталось и следа. Однажды он вместе с Пелайо и Софией приходит на вечеринку, но чувствует, что его присутствие тяготит их. Однако на следующее утро к нему возвращается София, сказав, что любит только его, ему звонят из клиники, сообщая о новом революционном методе, который позволит восстановить его лицо. Казалось бы, лучше не бывает, но настоящий кошмар для Сесара только начинается.

## В ролях
- Эдуардо Норьега — Сесар
- Пенелопа Крус — София
- Чете Лера — Антонио
- Феле Мартинес — Пелайо
- Наджва Нимри — Нурия
- Жерар Барре — Дювернуа

## Награды и номинации

### Награды
- 1998 — Берлинский кинофестиваль: C.I.C.A.E. Award (за режиссуру) — Алехандро Аменабар
- 1998 — Кинофестиваль в Токио: Гран-при — Алехандро Аменабар

### Номинации
- 1999 — Премия «Гойя»
  - Лучший актёр — Эдуардо Норьега
  - Лучший режиссёр — Алехандро Аменабар
  - Лучший монтаж — Мария Элена Сайнс де Росас
  - Лучший фильм
  - Лучший грим и прически — Пака Альменара, Колин Артур, Сильви Имбер
  - Лучший художник — Вольфганг Бурманн
  - Лучший сценарий — Алехандро Аменабар, Матео Хиль
  - Лучший звук — Даниэль Голдстейн, Рикардо Стейнберг, Патрик Гислэн
  - Лучшие спецэффекты — Рейес Абадес, Альберто Эстебан, Аурелио Санчес

## Съёмки
- Алехандро Аменабар задумал сценарий фильма после кошмаров, которые он испытывал, когда болел гриппом. Аменабар появляется в кадре, проходя вместе с двумя другими людьми мимо Сесара в туалете дискотеки.
- В 2001 году в США был снят ремейк фильма «Открой глаза» под названием «Ванильное небо». Роль Софии в нём исполнила также Пенелопа Крус.